# Abdul Ajagun
Abdul Jeleel Ajagun (Port Harcourt, 10 febbraio 1993) è un calciatore nigeriano, centrocampista dell'Al-Faisaly.

## Caratteristiche tecniche
Trequartista, può giocare come ala su entrambe le fasce. Ha un'ottima visione di gioco ed un buon tiro.

## Carriera

### Club
Ha esordito nella massima serie nigeriana con l'F.C. Dolhins, con cui nella stagione 2010-2011 ha anche vinto un campionato; nel 2012 ha giocato una partita nella CAF Champions League. Nell'estate del 2013 è stato acquistato a titolo definitivo dai greci del Panathinaikos per circa 200000 €, e nella stagione 2013-2014 ha esordito nella massima serie greca.

### Nazionale
Ha segnato 2 gol in 7 presenze nei Mondiali Under-17 del 2009, giocati in Nigeria; due anni più tardi, nel 2011, ha giocato 5 partite senza mai segnare nella Coppa d'Africa Under-20 (vinta dalla sua squadra) ed ha segnato un gol in 5 presenze nei Mondiali Under-20. Nel 2013 ha invece messo a segno 2 gol in 5 presenze nella Coppa d'Africa Under-20 e 3 gol in 4 presenze nei Mondiali Under-20, per un totale (amichevoli incluse) di 12 gol in 23 partite con la maglia della Nazionale Under-20, di cui è anche stato capitano.

## Statistiche

### Presenze e reti nei club
Statistiche aggiornate al 14 febbraio 2016.
| Stagione        | Squadra         | Campionato      | Campionato | Campionato | Coppe nazionali | Coppe nazionali | Coppe nazionali | Coppe continentali | Coppe continentali | Coppe continentali | Altre coppe | Altre coppe | Altre coppe | Totale | Totale |
| Stagione        | Squadra         | Comp            | Pres       | Reti       | Comp            | Pres            | Reti            | Comp               | Pres               | Reti               | Comp        | Pres        | Reti        | Pres   | Reti   |
| --------------- | --------------- | --------------- | ---------- | ---------- | --------------- | --------------- | --------------- | ------------------ | ------------------ | ------------------ | ----------- | ----------- | ----------- | ------ | ------ |
| 2013-2014       | Panathinaikos   | SL              | 23+4       | 4          | CG              | 5               | 2               | -                  | -                  | -                  | -           | -           | -           | 32     | 6      |
| 2014-2015       | Panathinaikos   | SL              | 25+3       | 4          | CG              | 3               | 1               | UCL+UEL            | 2+6                | 0+1                | -           | -           | -           | 39     | 6      |
| 2015-gen. 2016  | Panathinaikos   | SL              | 11         | 2          | CG              | 1               | 0               | UCL+UEL            | 1+1                | 0                  | -           | -           | -           | 14     | 2      |
| gen. 2016-      | Levadiakos      | SL              | 12         | 0          | CG              | 0               | 0               | -                  | -                  | -                  | -           | -           | -           | 12     | 0      |
| Totale carriera | Totale carriera | Totale carriera | 71+7       | 10         |                 | 9               | 3               |                    | 10                 | 1                  |             | -           | -           | 97     | 14     |

## Palmarès

### Club

#### Competizioni nazionali
- Campionato nigeriano: 1

Dolphins: 2010-2011
- Coppa di Grecia: 1

Panathīnaïkos: 2013-2014